# Sonnenschein und Wolkenbruch
Sonnenschein und Wolkenbruch ist eine österreichische Filmkomödie von Rudolf Nussgruber aus dem Jahr 1955, in der es um einen fingierten Diebstahl einer Perlenkette geht. In den Hauptrollen agieren Jester Naefe als reiche Deutsch-Amerikanerin Glory Hauser, Hans Holt als Hotelpianist Rudi Thomas, Susi Nicoletti als Revuestar, Loni Heuser als Mrs. Hauser sowie Trude Hesterberg, Helli Servi und Rudolf Vogel als Hotelier.

## Handlung
Das Hotel Seeblick am Wörthersee geht so schlecht, dass Hotelier Stieglitz zwei Werbefachmänner engagiert, die dem Hotel neue Gäste verschaffen sollen. Beide haben einen Plan: Stieglitz soll neben exzessiver Flugblattwerbung einen Star in sein Hotel holen, der wertvolle Perlen des erfundenen Maharadschas von Saipur bei sich trägt. Diese Perlenkette soll öffentlichkeitswirksam im Tresor des Hauses verstaut und später gestohlen werden. Stieglitz wiederum soll dann ebenso werbeträchtig den gestohlenen Schmuck aus eigener Tasche bezahlen und so deutlich machen, dass es sich beim Seeblick um ein erstklassiges Hotel handelt. Stieglitz stimmt dem Plan zu. Als Star engagiert er die Nachtclubtänzerin Margit, die er unter dem Namen Madelaine Caron als französischen Revuestar im Hotel einführt. Die Presse ist anwesend und stürzt sich auf den Fall, zumal Margit Perlen dabei hat, die von Stieglitz organisiert wurden. Bei der dreireihigen Perlenkette, die Margit im Hotelsafe einschließen lässt, handelt es sich um ein gut gemachtes Imitat. Das Original genauer dieser Kette besitzt die Deutsch-Amerikanerin Mrs. Hauser, die mit ihrer Tochter Glory ebenfalls im Hotel absteigt. Auch sie lässt ihren Schmuck im Safe einschließen. Ein weiterer Hotelgast nennt sich Graf Donnersbach, ist in Wirklichkeit jedoch ein Gauner, der auf Anweisung seines Chefs die echten Perlen an sich bringen soll.
Glory verliebt sich in den Hotelpianisten Rudi Thomas und beide unternehmen eine Bergtour, deren Rückkehr von der Tour vor Nachteinbruch durch ein Gewitter vereitelt wird. So verbringen sie die Nacht auf einer Berghütte, wobei sie mehr unfreiwillig von einem Förster unterhalten werden. Die restlichen Hotelgäste nehmen unterdessen an einer Séance teil, die Graf Donnersbach initiiert hat. Stieglitz, der unabsichtlich im Safe danebengegriffen und Margit die echte Perlenkette gegeben hat, entwendet diese wie geplant während der Séance. Am Ende entdeckt Margit hochtheatralisch, dass ihr Schmuck von ihrem Hals verschwunden ist, und Stieglitz füllt ihr den Scheck aus. Er gerät in Schwierigkeiten, als auch Mrs. Hauser ihre Kette vermisst, die ihr während der Séance von Donnersbach abgenommen wurde. Da Stieglitz keinen echten Scheck ausstellen kann, „findet“ er unter dem Tisch die verlorene Perlenkette – Margits Kette, wie er glaubt, in Wirklichkeit aufgrund der ursprünglichen Verwechslung jedoch die richtige. Donnersbach bringt seinem Chef die falschen Perlen und wird zurückgeschickt, um die echten zu stehlen. Auch das gelingt ihm, doch wird er bei seiner Rückkehr von der Polizei festgenommen. Die Polizisten übergeben die echten Perlen an Stieglitz, der sie Mrs. Hauser mit der Bemerkung überreicht, er habe sie nach dem ersten Diebstahl in Verwahrung genommen.
Der echte Maharadscha von Saipur liest in der Zeitung von Margit und dem ersetzten Schmuck, den er ihr angeblich einst geschenkt haben soll. Sofort macht er sich mit seinem Gefolge von Paris auf zum Wörthersee und verlobt sich im Hotel spontan mit Margit. Rudi wiederum hat auf Mrs. Hauser einen guten Eindruck gemacht, auch wenn sie nicht weiß, dass er Glorys Freund ist, den sie sogar heiraten möchte. So lehnt sie zwar den ihr unbekannten Musiker ab, empfiehlt ihrer Tochter jedoch den charmanten Rudi, und Glory und er werden ein Paar.

## Produktion
Sonnenschein und Wolkenbruch beruht auf dem Roman Abenteuer in Budapest von Fritz Knechtl-Ostenburg. Gefilmt wurde im Atelier Schönbrunn in Wien und in den Ateliers der Wien-Film GmbH Sievering. Die Kostüme stammen von Leo Bei, die Filmbauten schuf Walter Schmiedl.

## Rezeption

### Veröffentlichung
Der Film wurde am 4. November 1955 in Wien erstaufgeführt und kam am 6. Juli 1956 auch in die deutschen Kinos. In Spanien wurde er unter dem Titel El Hotel De Los Conflictos veröffentlicht.

### Kritik
„Lediglich für allereinfachste Unterhaltungsbedürfnisse reicht die krampfhafte Situationskomik aus“, konstatierte der film-dienst.
Cinema befand, der Film sei „krampfig“.